# Archeodienst

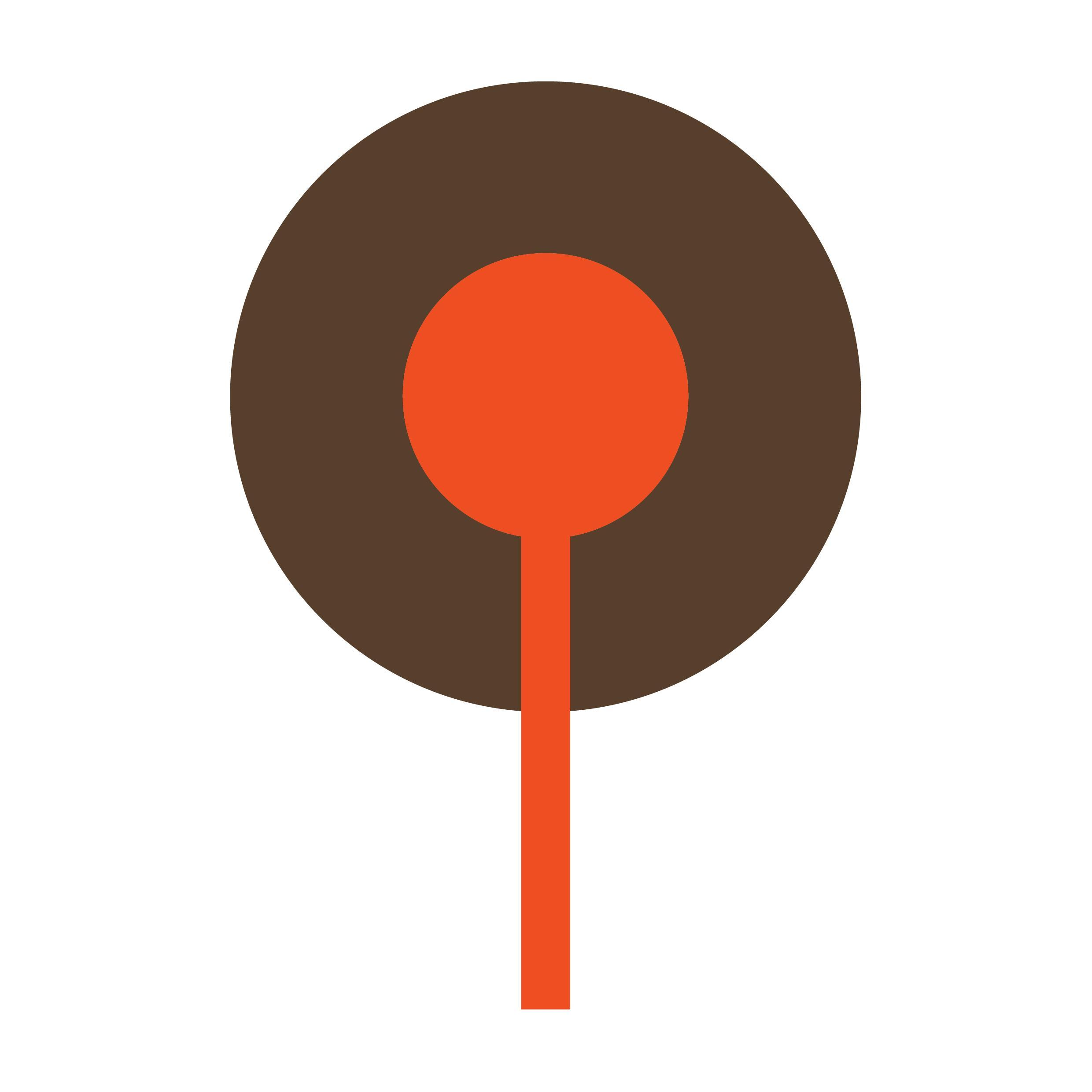
Logo van het bedrijf

Archeodienst was een Nederlands archeologisch onderzoeksbedrijf. Het bureau werd ingehuurd door een verscheidenheid aan instanties, vaak voortkomend uit de verplichting aan opdrachtgevers van bouwwerken om archeologisch onderzoek te laten uitvoeren indien ze op mogelijk historisch belangrijk terrein bouwen.
De organisatie kwam meerdere malen regionaal en landelijk in het nieuws vanwege verrichte opgravingen en belangrijke vondsten. In 2010 werd in Borgharen een paardengraf blootgelegd dat dateert uit 1794. Drie jaar later konden de resultaten van het onderzoek gepresenteerd worden. In 2014 deed Archeodienst opgravingen rond de Commanderie van Ootmarsum. Het bureau maakte nog talloze andere onderzoeksrapporten.
In 2013 nam Archeodienst delen van het failliete ARC uit Groningen over, waardoor er naast de vestiging in Zevenaar ook eentje in Groningen ontstond.

## Faillissement
In augustus 2016 kwam het bedrijf in het nieuws doordat het dreigde de archeologische vondsten uit het bedrijfsdepot te verkopen als opdrachtgevers niet zouden betalen voor geleverde diensten. Het zou draaien om de conservering en opslag, maar ook nader onderzoek dat moet worden verricht nadat vondsten zijn aangetroffen. De gemeenten zien toe op de verplichting aan opdrachtgevers van bouwwerken om onderzoek te laten verrichten, maar meestal niet op de conservering van eventuele vondsten. Volgens Archeodienst zien zij er ook niet op toe dat opdrachtgevers van bouwwerken de rekening voor de opgraving altijd stipt voldoen.
Conserveren en beheren van archeologische vondsten is in Nederland, volgens de Erfgoedwet, een taak van de provincies. Daarmee zijn zij automatisch eigenaar van zulke vondsten. Archeodienst meende dat de provinciale overheden daarmee ook verantwoordelijk konden worden gehouden voor de kosten die voor die vondsten worden gemaakt. Enkele provincies gingen met Archeodienst in gesprek. Toen onderhandelingen niets opleverden, ging de provincie Gelderland over tot beslaglegging, om de verkoop te voorkomen.
In oktober 2016 werden zowel de Groningse als de Zevenaarse vestiging van het bedrijf failliet verklaard.